# 何紫
何紫（1938年—1991年11月3日），出世後只有乳名何蝦仔，直至他大約十歲才改名何松柏，香港兒童文學作家、青少年讀物出版家。其筆名何紫是他二十多歲時為孩子撰稿時起用的，「紫」是「此」「絲」組成，何紫的故鄉是廣東順德水藤，是全國有名的蠶絲之鄉，當他為自己起筆名時，就想到「此絲」。。何紫在書中曾分享，女兒在紫薇花開時出世，以女兒之名作筆名送給女兒。

## 生平
何紫1938年生於澳门，三歲時隨母親移居香港，不幸遇上香港淪陷，其父慘被日軍捉去作針藥試驗後死亡。1942年正值3歲的他居住在灣仔駱克道與杜老誌道交界的樓房，早年就讀敦梅學校（8歲開始入讀，為其第一所就讀的學校），1959年於培僑中學畢業後在該校任職教師三年，1962年經朋友介紹下加入《兒童報》當編輯。自1964年開始在《華僑日報》兒童版發表故事，1969年起在該兒童版撰寫兒童小說專欄，描述當時的兒童在生活上和學習上遇到的各種挑戰。這些短篇後來結集成為《40兒童小說集》、《兒童小說新集》、《兒童小說又集》等書，從1980年代開始一直伴隨着當地的兒童成長，對香港的基礎教育有極深遠的影響。
何紫在1981年創辦山邊社，擔任社長及總編輯，主要出版兒童及青少年讀物，絕大部分由他親自審稿、排版、設計和督印。同年，他又與幾位志同道合的朋友，組織香港兒童文藝協會推動香港兒童文學，並擔任該會的創會會長，任內曾創辦「香港兒童文學節」及提倡設立「兒童文學創作獎」 。
1986年，何紫有感香港沒有供青少年閱讀的文學雜誌，於是創辦《陽光之家》月刊，擔任主編，並由阮海棠擔任副主編。
1990年底，52歲的他確診患上末期肝癌，他一向不煙不酒，相信癌病是長年累月積勞下身體發出的警號。在病患期間仍寫下《我這樣面對癌病》、《少年的我》、《成長路上的足印》、《給中學生的信》、《給女兒的信》、《做個好爸媽》、《心版集》、《何紫情懷》等多部著作。1991年7月，他與妻子接受基督教浸禮，終於在同年11月放下筆桿，安息主懷。何紫去世後，山邊社重編了《何紫兒童小說系列》。

## 何紫與青少年問題
何紫在他的小說裡，多次提及1970年代的青少年問題。當中主要有黑勢力，並要求他們向家人或同學勒索。故事中的學生因為不知怎樣抗拒，所以主動要求學校或補習社把他們退學。老師當時苦於沒有其他辦法，亦只能照辦。這些文章對當時社會產生很大的迴響，亦間接促使警方研究解決問題的方案。直到現在，警方仍不時派“臥底”進學校就讀，以方便瞭解黑勢力在校園的活動。
另一個問題，是“不良刊物”對學童的身心發展。當中，他主要針對的是《小流氓》及一批“跟風”的出版物。在1970年代初期，小流氓非常受歡迎：一方面它寫實的反映諸如觀塘、秀茂坪等各新市鎮的真實一面，二來幾個主角勇於挑戰地方土豪惡霸的“鬥心”亦為當時社會低下階層所欣賞。然而，它亦帶來不少社會問題：一來故事對暴力及色情極力渲染，把對方「打爆」、打死都是等閒之事，亦宣揚以暴易暴，而當中的女性不時亦只身穿三點式或內衣褲，而且不時都被打傷。另一方面，當時有不少小學生閱讀過這本漫畫之後，利用三位角色對付壞人的方法，或仿照壞人對待故事內其他角色，以對待家人或同學。這些行為包括：逼人飲尿、把對方的頭塞進馬桶內、鞭打甚或毆打之類。何紫多次在故事內責斥這些“不良刊物”，或讓故事中的老師把不良刊物張貼在課室黑板上讓學生評論，或把故事中寫下結局，讓讀者得以反省。

## 何紫與教育改革
何紫在故事中亦提及不少對當時香港教育的期望及改革建議，當中有不少都曾經實行。例如：何紫在一篇講述父母如何教子女處理一些“布縮水”之類的“奸商數學問題”，曾建議用一些吸引小朋友的卡通人物的生活小問題來取代，以提高學童的學習動機。這見解現時在香港都被普遍採納。不過，亦有家長或教師指這種做法會使學習與生活脫節，並提倡回復當年的教學方式。這從一本志堅出版社出版的數學練習從1970年代風行至今達40多年，並一直被香港多家“名校”的老師支持而可見一斑。另外，他的部份故事亦被收入今日香港中、小學的中國語文科讀本內。

## 主要作品
- 《40兒童小說集》（1975年初版）
- 《兒童小說新集》（1978年初版）
- 《兒童小說又集》（1980年初版）
- 《何紫作品選》
- 《我的兒歌》
- 《童年的我》
- 《少年的我》
- 《我這樣面對癌病》
- 《成長路上的足印──何紫獻給少年的新小說》
- 《給中學生的信》
- 《給女兒的信》
- 《何紫談兒童文學》
- 《何紫兒童小說精選集》
- 《何紫散文精選集》
- 《愛的奇幻旅程》

### 相關獎項
- 全國紅領巾推薦讀物
小說《別了，語文課》
- 香港「中學生好書龍虎榜」
《童年的我》
- 香港中文文學雙年獎
《少年的我》